# Jordan-Wasserfrage
Als Jordan-Wasserfrage wurde ein Konflikt zwischen Israel und den arabischen Anrainerstaaten über das Wasser des Flusses Jordan (hebräisch נְהַר הַיַּרְדֵּן Nəhar ha-Jarden, sinngemäß „der herabsteigende Fluss“; arabisch نهر الأردن, DMG Nahr al-Urdun) bezeichnet.

## Vorgeschichte und Johnston-Plan

Teilungsplan der UN von 1947

Die Resolution der Vereinten Nationen von November 1947 zur Teilung Palästinas in drei Teile sah keine Regelung der Wasserversorgung vor. Nachdem arabische Nachbarstaaten und das Gros arabischer Palästinenser den UN-Teilungsplan für Palästina nicht akzeptieren mochten, eröffneten arabische Nachbarstaaten Ägypten, Irak, Libanon, Syrien und Transjordanien, am 15. Mai 1948 den Palästinakrieg, um Israel zu beseitigen und den UN-Teilungsplan zu vereiteln. In den Waffenstillstandsabkommen von 1949 verlangten die Kriegsgegner Israels nicht, den Teilungsplan umzusetzen, den sie ablehnten, sondern sie und Israel legten die militärisch faktisch erreichten Linien als Grüne Linie fest, die beide Seiten trennten, das multikulturelle Israel, den arabischen Gazastreifen unter ägyptischer Kontrolle und das arabische, ab 1950 (trans)jordanisch annektierte Westjordanland. Als Ergebnis des Kriegs um Israels Unabhängigkeit hatte dieses seine Existenz gerettet, die seine Kriegsgegner aber unverändert nicht akzeptierten. Daher schlossen sie nicht Frieden, sondern blieben bei einem Waffenstillstand bis auf weiteres, ohne irgendeine darüber hinausgehende Regelung der Beziehungen, geschweige denn eine Regelung der Wasserfrage.
Eines der wichtigsten Probleme in Gazastreifen, Israel und Westjordanland bestand darin, für die stetig anwachsende Bevölkerung (hohe Geburtenraten, steigende Lebenserwartung, Aufnahme von Flüchtlingen, Vertriebenen und Einwanderern [letztere eher nicht in Gaza und Westbank]) eine ausreichende Wasser- und Nahrungsmittelversorgung zu gewährleisten. Das Wasseraufkommen des Jordans stammt aus Quellflüssen, die zu 77 Prozent in dem Libanon, Syrien und Jordanien und zu 23 Prozent in Israel liegen, und so wie die Geographie liegt aus Libanon und Syrien in Richtung Israel und Jordanien abfließen.

Golan: Grenzen von 1923 und Kontrolllinien von 1967 sowie demilitarisierte Zonen von 1949 (geschacht) und von 1967 (vertikal gestreift)

Angesichts der Not der israelischen Anfangsjahre, je 137 einheimischen Israelis standen 100 neu aufgenommene meist mittellose Flüchtlinge, zur Hälfte vertriebene jüdische Araber und jüdische Bürger anderer muslimischer Staaten, gegenüber, einhergehend mit Zwangseinquartierungen, Rationierungen alles Lebensnotwendigen und großen Flüchtlingslagern (Maʿebbarot), machte Israels Regierung Gebiete in der Wüste Negev urbar, damit vertriebene arabisch-jüdische Bauern (Jemeniten, Marokkaner, Ägypter, Iraker, teils auch berufliche Umschichtler) sich auf so neu erschlossenen Agrarflächen niederlassen konnten. Die Regierung bereitete vor, Wasser des Sees Genezareth, den der Jordan durchfließt, über Wasserpipelines in die Landesmitte und den Süden zu leiten. Israel legte von 1951 bis 1958 einen Großteil der Sümpfe in der Chulaebene am Fuße der Golanhöhen trocken, um Böden neu für die Landwirtschaft nutzbar zu machen. Syrien warf Israel 1951 vor, bei Trockenlegung der Sümpfe die Resolutionen des UN-Sicherheitsrates über die Demilitarisierte Zone Ein Gev - al-Samra - Chammat Gader am Golan verletzt zu haben, von dem aus die Streitkräfte Syriens periodisch wiederkehrend die demilitarisierte und andere israelische Gebiete am Fuß der Höhen beschoss.
Ziel der Staatsregierung in Jerusalem war, alle Israelis, aber besonders die Flüchtlinge und Vertriebenen unter ihnen, in Lohn und Brot zu bringen, für ihre Behausung zu sorgen und Eingesessene und Aufgenommene so schnell es geht zu integrieren, Flüchtlingslager so schnell wie möglich zu Gunsten regulärer neuer Viertel bzw. Ortschaften aufzulösen. In puncto Wasserversorgung führte die Planung in Israel die Entwicklung der Mandatszeit fort, fließend Wasser in alle Ortschaften und langfristig alle Haushalte zu bringen.
1952 und 1953 legte das Hilfswerk der Vereinten Nationen für Palästina-Flüchtlinge im Nahen Osten (UNRWA) einen Plan vor, wie die Anrainerstaaten die Wasserentnahmen regeln sollten. Demnach war vorgesehen, dass Jordanien 45 Prozent (360 Mio. Kubikmeter), Israel 40 Prozent (320 Mio. Kubikmeter) und Syrien und Libanon zusammen 15 Prozent (120 Mio. Kubikmeter) erhalten sollten. Die Verhandlungen hierzu wurden von den USA unterstützt. Der Unterhändler des US-Präsidenten (Special Representative of the President of the United States) und ehemaliger Präsident der Handelskammer der USA Eric Allen Johnston bot den Anrainerstaaten eine Kostenübernahme des Jordan Valley Unified Water Plan bzw. Johnston-Plans von 66 Prozent (rund 120 Millionen US-Dollar) an. Der Plan des Jordanwassersystems wurde von der israelischen Regierung unter Mosche Scharett akzeptiert und auch von Syrien, dem Libanon und Jordanien zunächst gebilligt, aber bereits im Oktober 1953 von der Arabischen Liga, deren Mitglieder vorgenannte Staaten sämtlich sind, abgelehnt, da dies aus arabischer Sicht die indirekte Anerkennung des Staates Israel bedeutet hätte, den die in der Liga verbundenen Staaten ja beseitigen wollten.

## Israelische und arabische Pläne zur Wasserentnahme
Im Jahre 1953 erweitere Syrien den Konflikt durch seinen Beschuss vom Golan hinab nach Israel um einen weiteren um Wasser. Als Israel begann, im Gebiet der demilitarisierten Zone Wasser des Jordans zu entnehmen und in ein erstes Teilstück eines Gesamtbewässerungssystems einzuleiten. Israel verzichtete daraufhin auf direkte Entnahmen aus dem Jordan und projektierte eine Wasserentnahme aus dem See Genezareth und leitete diese in ein Pipelinesystem, dessen erste Phase 1955 eröffnet wurde. Die Arabische Liga wiederholte mehrmals ihre Beschlüsse, wonach auch mit militärischen Mitteln eine Ableitung des Jordanwassers durch Israel verhindert werden könne. 1950 wurde bereits ein kollektiver Verteidigungspakt der Mitgliedsländer der Arabischen Liga beschlossen. Zudem wurden von den arabischen Staaten Planungen eingeleitet, die Quellflüsse des Jordans so weit wie möglich abzuleiten. Hierzu sollten der Hasbani im Libanon und der Banyas (auch Hermonfluss genannt) in den nördlichen Golanhöhen aufgestaut und Entnahmen aus dem Nebenfluss Jarmuk bis zu einer völligen Ableitung forciert werden.
Ein weiterer arabischer Plan sah vor, den Hasbani im Südlibanon aufzustauen und durch eine Kanalverbindung das Stauwasser zum Litani abzuleiten, ebenso das Wasser des Banyas in Syrien durch ein Bewässerungssystem in das Gebiet zwischen Banyas und Jarmuk zu leiten. Der Jordan hätte nach diesen Plänen nur noch durch den Dan und andere kleinere Zuflüsse in Nordisrael Quellwasser erhalten. Da beide Staumauern in unmittelbarer Grenze zu Israel hätten gebaut werden müssen und Israel erklärt hatte, es werde gegen solche Pläne mit militärischen Mitteln einschreiten, verzichteten der Libanon und Syrien auf eine Durchführung der Projekte, solange nicht eine ausreichend große arabische Militärmacht geschaffen werde, die ein israelisches Eingreifen verhindern könnte. Durch die Sueskrise 1956 scheiterte zunächst auch der Versuch, eine gemeinsame arabische Militärmacht und ein Vereinigtes Arabisches Oberkommando mit Ägypten, Syrien und Jordanien zu schaffen.

## Israelisches Kanal- und Leitungssystem
Im Zuge der eher sozialistisch-dirigistischen Entwicklungspolitik Israels begann die Regierung 1959 mit der Verstaatlichung der meisten Wasserversorger mit dem Ziel einer besseren Nutzung, und es wurden verschiedene Stellen und Gesellschaften gegründet, die mit der Planung und Kontrolle der Wassernutzung und dem Ausbau der Infrastruktur befasst waren. Für den Bau und Betrieb größerer Wasserwerke wurde die Gesellschaft Meqorot zuständig. Im selben Jahr wurde der Bau des heute ca. 6.500 km langen Versorgungssystems Landeswasserrohrleitung gegen Proteste der arabischen Staaten begonnen.
Im Herbst 1963 war das Wasserverteilungssystem soweit vorangetrieben worden, dass für Frühjahr 1964 eine erste Versuchsableitung vom See Genezareth bis in die Wüste Negev angekündigt wurde.

## Argumente beider Seiten
Die Argumente der arabischen Staaten gegen eine Ableitung des Jordanwassers zur Bewässerung fruchtbarer Gebiete in der Wüste Negev:
1. Israel verletze durch die einseitige Entnahme aus dem Wassersystem den international anerkannten Grundsatz, dass Anrainerstaaten bei diesem Umfang eines Projektes zu einer Einigung kommen müssen, was diese aber ja verweigern.
2. Israel gefährde durch sein Wasserleitungssystem die jordanischen Gebiete am Jordangraben, der durch die Entnahme zunehmend salzhaltiger werde.
3. Durch die teilweise Urbarmachung der Wüste Negev werde es Israel ermöglicht, rund 2,5 Millionen Menschen mehr zu ernähren auf einem Gebiet, das nach dem arabisch abgelehnten UN-Teilungsplan Arabern zustehe. Durch den Bevölkerungsanstieg und die Erhöhung der Landwirtschaftsprojekte kann es zu ernsten militärischen Bedrohungen der arabisch-palästinensischen Ansprüche in diesem Gebiet kommen.

Die Position Israels zur arabischen Argumentation:
1. Israel habe sich, wie die Annahme des Johnston-Plans beweise, für eine multilaterale Lösung eingesetzt. Da die arabischen Staaten aus politischen Gründen gegen dieses Projekt gewesen seien, hätten sie den Satz vom multilateralen Lösungszwang verletzt. Zudem entnehme Israel nicht mehr Wasser, als ihm im Rahmen des Johnston-Plans zugestanden worden sei.
2. Zur Versalzung des Jordangrabens stellte Israel fest, dass der Jordan durch die Salzwasserquellen im Tiberias so versalzen ist, dass sein austretendes Wasser aus dem See Genezareth nur durch den Wasserzufluss des Jarmuk wieder brauchbar würde. Da Jordanien mit dem 1959 begonnenen Bau des Ost-Ghor-Kanals (engl. East Ghor Main Canal) einen Großteil hierfür ableite, finde ein frischer Zufluss durch den Jarmuk kaum noch statt. Zudem führe durch den Ost-Ghor-Kanal wieder in den Jordangraben gelangendes Sickerwasser große Mengen gelöster Salze mit, so dass das Wasser des Jordangrabens nicht mehr für die Bewässerung des israelischen Jordantals ausreiche.

## Arabischer Widerstand gegen das israelische Wasserleitungssystem
Als Reaktion auf die geplante Wasserentnahme durch Israel berief die Arabische Liga erstmals den Rat der Könige und Staatschefs zu einem Gipfeltreffen in Kairo ein, der vom 13. bis 16. Januar 1964 tagte. Bereits am 23. Dezember 1963 forderte der Präsident der Vereinigten Arabischen Republik (V.A.R.) Gamal Abdel Nasser bei einer Rede in Port Said auf einem Gipfeltreffen der Arabischen Liga, die Frage der Bedrohung der arabischen Staaten durch Israel zu erörtern.
Zum Abschluss des Gipfeltreffens wurde am 16. Januar 1964 ein Schlusskommuniqué bekanntgegeben mit folgendem Inhalt:

„In seiner ersten Session, die einem Aufruf des Präsidenten der Vereinigten Arabischen Republik, Gamal Abdel Nasser, folgend, vom 13. bis 16. Januar 1964 am Sitz der Arabischen Liga in Kairo stattgefunden hat, hat der Rat der Könige und Staatschefs der Arabischen Liga die Drohungen und wiederholten Aggressionshandlungen geprüft, die Israel begangen hat, seit es das arabische Volk aus Palästina vertrieben und sich in dessen Land niedergelassen hat, wo es die Rassentrennung gegen die arabische Minderheit praktiziert. Die Delegationen haben ebenfalls die Folgen der israelischen Politik geprüft, die sich auf die Aggression und vollendete Tatsachen sowie auf die Nichtbeachtung der Resolutionen der Vereinten Nationen stützt, die die Rechte des palästinensischen Volkes auf Rückkehr in seine Heimat bestätigen, wobei Israel den zahlreichen Verurteilungen von Seiten von Organisationen, die von der Weltorganisation abhängen, keinerlei Rechnung trägt. Nachdem er die neue, schwerwiegende Aggression geprüft hat, die Israel gegen die arabischen Gewässer unternehmen will, indem es die Wasser des Jordans ableitet, um die zionistischen Expansionsziele verwirklichen, seine Aggressionskräfte verstärken und neue Stützpunkte errichten zu können, die die Sicherheit und den Fortschritt der arabischen Staaten sowie den Weltfrieden bedrohen werden, in Übereinstimmung mit dem Recht auf Selbstverteidigung und überzeugt vom gerechten Anspruch des palästinensischen Volkes auf Selbstbestimmung und Befreiung vom Druck des zionistischen Imperialismus, überzeugt, dass die arabische Solidarität das einzige Mittel zur Abwehr der imperialistischen Absichten, zur Verwirklichung der gemeinsamen, rechtmäßigen arabischen Interessen und zur Hebung der Lebenshaltung der arabischen Nation sowie zur Ausführung der Wiederaufbau- und Entwicklungsprogramme darstellt, hat der Rat die Resolution über die praktischen Maßnahmen zur Abwehr der gegenwärtigen zionistischen Drohung auf dem Gebiet der Verteidigung und auf technischem Gebiet sowie zur Organisation des palästinensischen Volkes im Hinblick auf die Teilnahme an der Befreiung seiner Heimat und an der Bestimmung seiner Zukunft angenommen.“

Nach Angaben der ägyptischen Zeitung Al-Ahram wurde auf dem Gipfeltreffen im Einzelnen folgendes beschlossen:
- Bildung eines gemeinsamen Oberkommandos der arabischen Streitkräfte, dessen erster Oberbefehlshaber der ägyptische General Abd al-Hakim Amir werden soll.
- Der Libanon, Jordanien und Syrien sollen jährlich insgesamt 15 Millionen £ Zuschüsse zur Aufrüstung ihrer Streitkräfte erhalten, die überwiegend von Ägypten, Saudi-Arabien und dem Irak zur Verfügung gestellt werden.
- Bildung eines Ausschusses zur Koordinierung und Verwirklichung der Programme zur Ableitung der Jordan-Quellflüsse ab Mai 1964. Hierzu wurde bereits ein Finanzierungsfonds in Höhe von 6,5 Millionen £ für entsprechende Projekte zur Verfügung gestellt.

## Israelische Reaktion auf das Gipfeltreffen der Arabischen Liga
Der israelische Ministerpräsident Levi Eschkol hielt am 20. Januar 1964 vor der Knesset folgende Rede (Auszug):

„In der Vorwoche trafen die Oberhäupter und Repräsentanten von 13 arabischen Staaten in Kairo auf Einladung des Präsidenten Ägyptens zusammen, um die Maßnahmen zu erörtern, die den israelischen Wasserplan vereiteln könnten. Bei Abschluss der Konferenz wurde eine Erklärung veröffentlicht, die Drohungen gegen Israel enthielt und in der von Beschlüssen auf militärischer Ebene die Rede war. Was in der Erklärung im Dunkel blieb, wurde später durch den Generalsekretär der Arabischen Liga (Abdel Khaliq Hassuna) erläutert, der von der Errichtung eines militärischen, administrativen und finanziellen Apparats zur Durchführung eines sogenannten "arabischen Jordan-Planes" Mitteilung machte, der auf die Ablenkung der Quellflüsse des Jordans hinausläuft. Die Quellflüsse sollen nicht auf israelisches Territorium gelangen, und der Salzgehalt des noch verbleibenden Jordanwassers soll durch diesen Plan vergrößert werden …“

„Seit dem Abschluss der Konferenz der arabischen Staatsoberhäupter sind einige Tage verstrichen, und es ist wichtig, dass die Welt sich der gefährlichen Bedeutung der in Kairo gefassten Beschlüsse und der nachher veröffentlichten Erklärungen bewusst wird. Alle Staaten, die an der Konferenz teilnahmen, sind Mitglieder der Vereinten Nationen. Nach der Charta der Vereinten Nationen ist es die Pflicht aller Mitglieder, nicht nur Anwendung von Gewalt, sondern auch die Drohung der Anwendung von Gewalt gegen einen anderen Staat zu vermeiden. Die Befolgung der Grundsätze der Charta der Vereinten Nationen ist die einzige Hoffnung der Menschheit, sich vom fürchterlichen Albtraum eines Krieges zu befreien und eine bessere Welt, die auf Gerechtigkeit, Gesetz auf Frieden gegründet sein wird, zu schaffen … Die Sehnsucht nach dem Frieden in unserer Zeit ist tief verwurzelt im Herzen der Menschen aller Nationen und aller Kontinente, und gerade in dieser Zeit erklären die Oberhäupter der arabischen Staaten unverhohlen und ausdrücklich, dass sie einen Angriff gegen einen anderen Staat planen, der ein gleichberechtigtes Mitglied in der Familie der Völker ist, und gerade jetzt verkünden sie ihre Absicht, diesen Plan erneut aufzugreifen und zu verwirklichen …“

„Die Konferenz von Kairo hatte die Feindschaft gegen Israel zum Gegenstand; das hauptsächliche Thema jedoch, mit dem sie sich befasste, war Israels Wasserplan. In diesem Punkte kam die Konferenz zu einem zweifachen Ergebnis: Sie zeichnete ein entstelltes Bild unseres legitimen und konstruktiven Projekts, und sie sprach von einem Sabotageplan in der Wasserfrage, der unser Recht angreift und auf Neid, Rechtsverletzung und böswilligen aggressiven Absichten beruht …“

Der Johnston-Plan aus israelischer Sicht

„Vor 11 Jahren (1953) stimmten die arabischen Staaten und Israel der Vermittlung des Präsidenten der USA zu, der den verstorbenen Botschafter Erik Johnston als einen Sonderbevollmächtigten in diesen Teil der Welt entsandte, damit er einen von den Parteien gebilligten Regionalplan für die Ausnutzung der Wasser des Jordans, des Jarmuks und deren Nebenflüsse ausarbeite. Zu Beginn der Verhandlung unterbreiteten die arabischen Staaten auf der einen und Israel auf der anderen Seite besondere Pläne für die Zuteilung der Wasser des Jordans und des Jarmuks. Nahezu drei Jahre führte Botschafter Johnston parallele und koordinierte Verhandlungen mit den arabischen Regierungen und mit Israel. Nach langen und erschöpfenden Auseinandersetzungen, an denen arabische, israelische und internationale Ingenieure teilnahmen, legte Johnston einen Regionalgesamtplan vor, der sich auf allgemein gültige Gesetze und Gepflogenheiten des internationalen Rechts stütze. Der Vorschlag Johnstons sprach Syrien und dem Libanon ohne jede Einschränkung alle jene Wassermengen zu, die von ihnen im arabischen Plan gefordert worden waren. Der Gesamtplan wies auch dem Königreich Jordanien die Wassermengen zu, die es für die Bewässerung seiner bebaubaren Böden gefordert hatte.
Diese Zuteilung beruhte auf einer in allen Einzelheiten gehenden und objektiven Untersuchung. Mit anderen Worten: den Bedürfnissen Jordaniens, Syriens und des Libanons wurde durch den Gesamtplan vollauf Genüge getan. Wie Botschafter Johnston in einem in der New York Times am 10. August 1958 publizierten Artikel feststellte, hatten die arabischen Staaten und Israel dem Gesamtplan in jeder sachlichen und technischen Beziehung zugestimmt. Im Oktober 1955 entschied jedoch die Arabische Liga gegen die Ratifizierung des Plans nicht etwas aus Gründen, die im Zusammenhang mit den Wasserzuteilungen standen, sondern weil sie grundsätzlich jede, auch nur indirekte Zusammenarbeit mit Israel ablehnt.
Die drei Jahre der Verhandlungen waren jedoch nicht vergeblich. Eine einverständliche Zuteilung des Wassers wurde festgelegt, die auf Kriterien beruhte, die in der ganzen Welt anerkannt sind und die von den beteiligten Staaten nicht angefochten wurden. Jetzt, im Jahre 1964 – elf Jahre nach Beginn der Verhandlungen über den Gesamtplan – wird Israel mit der Ableitung seines Anteils am Wasser des Kinereth-Sees (See Genezareth) in Übereinstimmung mit diesem Plan beginnen.“

## Nachgang
Im Friedensvertrag zwischen Israel und Jordanien, womit letzteres 1994 das Bestreben ersteres zu beseitigen vertraglich aufgab, regeln beide Seiten im Artikel 6 die Wassernutzung des Jordans, demnach Jordanien mehr Wasser erhält, als vorher. Der verstärkte Umweltschutz in Israel führt zur Schonung der natürlichen Wasservorkommen im Lande, die zum Nachteil ihrer Qualität und Fähigkeit sich selbst zu erneuern lange über die Maßen genutzt wurden. Meqorot reduziert die Entnahme aus natürlichen Wasservorkommen und versorgt Israels Wasserverbraucher zunehmend durch billigere und bessere, weltweit zu kaufende Umkehrosmosetechnik im Einsatz einer wachsenden Zahl von Meerwasserentsalzungsanlagen (Aschqelon 2005, Palmachim 2007, Chadera 2009, Soreq A 2013, Aschdod 2015, Soreq B 2025 und eines weiteren in Planung in Nordisrael). Die bereits laufenden Anlagen bestreiten etwa die Hälfte der Wasserversorgung, nach anderen Quellen bis zu 70 %.